# William of Orange (duif)

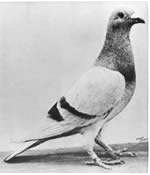
William of Orange

William of Orange, militaire-identificatie NPS.42.NS.15125, was een postduif die zich in de Tweede Wereldoorlog verdienstelijk gemaakt heeft.
Hij werd gefokt bij Sir William Proctor Smith uit Cheshire en getraind door de Army Pigeon Service of the Royal Signals.
In september 1944 leverde William of Orange in een recordtijd cruciale informatie over de geallieerde landing in Arnhem. In 1945 kreeg hij als 21ste dier de Dickin Medaille, de hoogste Britse onderscheiding voor dieren. Smith kocht hem terug en hij diende nog als wedstrijdduif en voor de fok.
Tweede Wereldoorlog ·
Nederland in WO2 ·
België in WO2 ·
nazi-Duitsland ·
 Portaal:Tweede Wereldoorlog